# ユストゥス・リプシウス (建物)
ユストゥス・リプシウス (Justus Lipsius) は、1995年から欧州連合理事会の本部として使用されている建物である。

## 概要
ブリュッセルのウェト通り / ロワ通りにあるこの建物はブリュッセルのウロップ地区の中心に位置し、向かいには欧州委員会の主な部局が入るベルレモンがある。またウロップ地区の南にはレオポルド公園にある欧州議会のビル群がある。欧州連合理事会はインターネットでその会議が公開されているが、欧州議会とは異なり、建物への入場は制限されている。
ウロップ地区の多くの建物と同様に、ユストゥス・リプシウスも近代的なものである。この地区には欧州連合のおもな機関が集まっているため、事実上の欧州連合の首都と表現される。
この建物の名称の由来は、フラマン人の文献学者、人文学者のユストゥス・リプシウスにちなむものであり、もともとこの建物がある場所にはリプシウスの名前が付けられていた通りがあった。欧州連合理事会はユストゥス・リプシウスが完成する前はシャルルマーニュ・ビルに拠点を置いていた。

## 沿革
1985年にベルギー政府からの働きかけを受けて理事会は新しいビルの建設を決定し、ベルギーの建設公社を事業主体とした。1989年に新ビルの基礎がベルギー政府から提供された用地に築かれた。かつてこの用地のある場所にはウェト通り / ロワ通りにつながるユストゥス・リプシウス通りがあった。1995年5月29日、議長国フランスのもとで落成式が執り行われた。
この大規模な事業には多くの建築家、技術者、企業が加盟国中から集まった。ユストゥス・リプシウスの表面積は215,000 m2、廊下の総延長は24 kmに及んだ。また建物は会議場、事務局、付属施設の大きく3つに分かれているが、いずれも廊下で結ばれている。

## 展示スペース

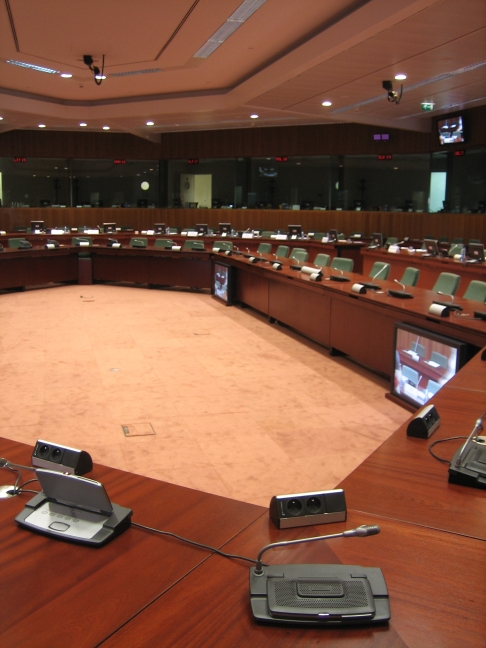
欧州連合理事会会議場

欧州連合理事会の議長国は輪番制をとっており、6か月ごとに加盟国政府が議長を交代している。その時々の議長国はユストゥス・リプシウスの正面ホールで展示を行うことが慣例となっている。2008年の6月から12月まで議長国だったフランスはトリコロールの大きな風船を膨らませていた。
展示物で特筆されるのは、2009年1月から議長国となったチェコが用意したもので、チェコ政府はチェコ人の芸術家ダヴィッド・チェルニーに彫刻の製作を依頼したが、この作品が議論を起こしている。製作された『 Entropa - ステレオタイプは打ち壊されるべき障壁だ』(cs) は風刺的な作品で、加盟各27か国出身の芸術家が共同で製作したものと見られていたが、実際にはチェルニーと3人の助手だけで製作したものであるということが明らかになった。全容が明らかとなったのは2009年1月12日であったが、可動部分やマルチメディアを用いた部分が作動を開始したのは3日後の1月15日だった。作品は欧州統合の問題点を皮肉するようなものであり、各国に関連するステレオタイプとなっていた。「ステレオタイプは打ち壊されるべき障壁だ」という副題はチェコ政府が議長国として示している標語「障壁のないヨーロッパ」を踏まえたものである。